# Mrs. Fletcher
 (octobre 2019).
Si vous disposez d'ouvrages ou d'articles de référence ou si vous connaissez des sites web de qualité traitant du thème abordé ici, merci de compléter l'article en donnant les références utiles à sa vérifiabilité et en les liant à la section « Notes et références ».
Mrs Fletcher est une mini-série américaine créée par Tom Perrotta, diffusée depuis le 27 octobre 2019 sur HBO. Il s'agit de l'adaptation de son roman du même nom, publié en 2017.
En France et en Suisse, la série est diffusée sur OCS City à partir du 28 octobre 2019.

## Synopsis
Eve Fletcher, divorcée, doit apprendre à vivre après le départ de son fils à l'université. C'est le début d'une redécouverte d'elle-même et d'expérimentations sexuelles et relationnelles.

## Distribution

### Acteurs principaux
- Kathryn Hahn (VF : Marie Chevalot) : Eve Fletcher
- Jackson White (VF : François Santucci) : Brendan Fletcher
- Owen Teague (VF : Benjamin Bollen) : Julian
- Jen Richards (VF : Daria Levannier) : Margo Fairchild, professeur d'écriture d'Eve
- Cameron Boyce (VF : Hervé Grull) : Zach, colocataire de Brendan à l'université
- Casey Wilson (VF : Delphine Braillon) : Jane Rosen
- Ifádansi Rashad (VF : Philippe Bozo) : Curtis
- Domenick Lombardozzi (VF : Stéphane Bazin) : George
- Katie Kershaw (VF : Aurore Bonjour) : Amanda Olney

## Fiche technique
- Titre original et français : Mrs. Fletcher
- Création : Tom Perrotta d'après son roman Mrs. Fletcher
- Réalisation : Nicole Holofcener (épisode 1), Liesl Tommy (en) (épisodes 2 et 3), Carrie Brownstein (épisodes 4 et 5) et Gillian Robespierre (épisodes 6 et 7)
- Scénario : Elle McLeland, Emily Ryan Lerner, et Jessi Klein (en)
- Décors : Jasmine Ballou Jones et Ron von Blomberg
- Costumes : Dana Covarrubias et Leah Katznelson
- Photographie : Jeffrey Waldron
- Montage : Mark Sadlek et Jennifer Lilly
- Casting : Sherry Thomas et Sabrina Hyman
- Musique : Craig Wedren
- Production : Helen Estabrook, Nicole Holofcener, Tom Perrotta et Sarah Condon
- Société de production : HBO
- Pays d'origine :  États-Unis
- Langue originale : anglais
- Format : couleur — numérique (HDTV) — son Dolby Digital
- Genre : comédie
- Durée : 30 minutes
- Dates de première diffusion :
  - États-Unis : 27 octobre 2019
  - France : 28 octobre 2019
- Classification :
  - France : Déconseillé aux moins de 16 ans

 Sauf indication contraire, les informations mentionnées dans cette section peuvent être confirmées par la base de données cinématographiques IMDb,  présente dans la section « Liens externes ».

## Épisodes
1. L'oiseau quitte son nid (Empty Best)
2. Dégustation (Free Sample)
3. Changement de programme (Care Package)
4. Le week-end des parents (Parents' Weekend)
5. Barrière invisible (Invisible Fence)
6. Bain de soleil (Solar Glow)
7. Le grand retour (Welcome Back)